# Radio Bart
«Radio Bart» (с англ. — «Радио Барта») — тринадцатый эпизод третьего сезона мультсериала «Симпсоны», вышедшей на экраны 9 января 1992 года.

## Сюжет
Симпсоны заняты, готовясь к вечеринке по случаю дня рождения Барта. Гомер видит по телевизору рекламу «Звёздного микрофона» и, вспомнив, что у сына день рождения, решается купить его. На дне рождения Барту не нравится ни один подарок, включая микрофон, и Барт обижается. Но Мардж в итоге уговаривает Барта пользоваться микрофоном, поясняя, что это довольно весёлая вещь, и Барт решает разыгрывать людей. Всё бы хорошо, даже шутки над учителем, Мэгги и отцом, пока Барту не пришла в голову идея розыгрыша в колодце.
Он сбрасывает радио-приёмник в колодец и кричит о помощи в микрофон, на что откликается садовник Вилли. Барт начинает выдавать себя за Тимми О’Тула — местного сироту, случайно упавшего в колодец, которого якобы не пускает учиться в школу директор Сеймур Скиннер. Также Барт даёт намёк, что не может вылезти из колодца из-за придавленной камнем ноги. Весь город начинает оказывать как физическую, так и моральную помощь Тимми.
Лиза разоблачает Барта в тот момент, когда собака отнимает у него микрофон. Она предупреждала Барта, что его найдут полицейские и будет совсем нехорошо, но Барт цитирует это словами «Полицейские? Да они слона у себя под боком не видят». Однако Барт специально наклеил этикетку «Собственность Барта Симпсона» на радиоприёмник, и это может доказать вину Барта в розыгрыше. Он решает спуститься в колодец, чтобы достать приёмник. Но ситуация усложняется, и Барт падает в колодец. Он начинает раскаиваться перед полицейскими, которые нашли его, и тогда они понимают, что он всех одурачил. Барт просит полицейских вытащить его из колодца, но они отказываются и уходят пить кофе. Город в шоке, что их обманул 10-летний мальчик хулиган. Барт устаёт, и, уже на исходе сил, начинает плакать и думать, что он останется в колодце навсегда; однако, Гомер замечает Барта там и он не собирается смотреть, как его сын сидит в старом колодце: он берёт лопату и копает тоннель, чтобы спасти своего сына Барта. Город решается помочь Гомеру спасти жизнь Барту, поняв, что бедного ребёнка нельзя оставлять в таком положении. Тоннель копают все, начиная от садовника Вилли, заканчивая аж самим Стингом.
После спасения Барта из колодца садовник Вилли ставит табличку с надписью «Осторожно, колодец!!!», на чём эпизод завершается.

## Культурные отсылки
- Эпизод основан на реальных событиях[1], связанных с историей Джессики Макклюр.
- Также в эпизоде легко угадываются отсылки к так называемой «саге „Альфредино“». Это и рытьё параллельного туннеля, и переговоры посредством микрофона, пробивание последних метров отбойном молотком. В эпизод мультсериала вставлена шутка: Барта предлагают заморозить азотом и достать потом, точно так же, когда врачи констатировали смерть Альфредо Рампи, спасатели запустили в скважину жидкий азот и достали труп лишь спустя месяц после начала спасательной операции.